# Hennie Hollink
Hendrikus Bernardus Maria (Hennie) Hollink (Glanerbrug, 1 oktober 1931 – Almelo, 31 januari 2018) was een Nederlands voetballer en voetbaltrainer. Hij kwam als speler onder andere uit voor Rapid JC. Als trainer promoveerde hij met de kampioen van de Eerste Divisie van het seizoen 1972/73 ( Roda JC) naar de Eredivisie en kwam hij met FC Twente uit in de UEFA Cup.

## Loopbaan
Hollink begon in de senioren bij VUC in Den Haag. In 1951 vertrok hij naar derdeklasser Avanti Wilskracht uit Glanerbrug, waar hij zo opviel dat hij werd uitverkozen voor het Nederlands jeugdelftal en Twentse en Oostelijke selecties. De aanvaller speelde een jaar bij tweedeklasser Achilles '12 in Hengelo en maakte in 1955 voor een transfersom van 2000 gulden de overstap naar Helmondia '55. In 1957 verhuisde hij voor een voor die tijd hoge transfersom van 50.000 gulden naar Rapid JC. Daar kon hij de verwachtingen niet waarmaken en nadat Hollink op de reservebank belandde, verkaste hij in 1959 naar D.F.C.
Hij begon zijn loopbaan als trainer in 1962 bij amateurvereniging RKSV Bekkerveld in Heerlen waar hij op dat moment ook nog actief was als speler. Vanaf 1966 was hij coach van RFC Roermond. Nadat Hollink in maart 1968 slaagde voor het examen Oefenmeester A, trad hij in dienst van EVV Eindhoven. Via HVC kwam hij in november 1972 terecht bij Roda JC. Met deze club werd Hollink in 1973 kampioen van de Eerste divisie en promoveerde hij naar de Eredivisie. Wegens 'gebrekkige prestatie' werd hij echter in januari 1974 ontslagen. Later dat jaar begon hij aan een Frans avontuur bij RC Straatsburg. Halverwege het seizoen 1975/76 werd zijn contract bij deze club na een reeks slechte resultaten verbroken.
In mei 1976 tekende Hollink een tweejarig contract als manager en trainer bij SC Heracles '74. Hij reorganiseerde de spelersgroep, waarbij een aantal oudere spelers de club noodgedwongen verlieten. Nadat Heracles een samenwerkingsverband aanging met FC Twente, werd het contract van Hollink begin 1977 met een jaar verlengd. Na een wedstrijd tussen Heracles en PEC Zwolle in augustus 1977 ontstond opschudding toen Hollink trainer Fritz Korbach van de tegenpartij limonade in het gezicht zou hebben gegooid en zou hebben geslagen. Korbach en Hollink legden hun geschil enkele dagen later weer bij en verklaarden dat er niet was geslagen.
Hollink werd in september 1979 de opvolger van de opgestapte Spitz Kohn bij FC Twente. Mede door het samenwerkingsverband tussen beide clubs, kon Hollink direct aan de slag. De slechte seizoensstart onder Kohn wist hij op de valreep goed te maken met het behalen van Europees voetbal. Het daaropvolgende seizoen deed Twente het redelijk en eindigde op de zesde plaats in de competitie. Het op de valreep door verloren thuiswedstrijden tegen Sparta (0–3) en Feyenoord (3–7) misgelopen Europees voetbal deed de kritiek op Hollink echter toenemen en in juni 1981 besloot hij per direct ontslag te nemen. Hij werd opgevolgd door Rob Groener. Hollink tekende daags na zijn ontslag een driejarig contract bij Tours FC in Frankrijk.
In juni 1983 stapte Hollink op bij Tours, dat een week eerder gedegradeerd was uit de hoogste Franse divisie. In maart 1984 werd Hollink voor een periode van enkele maanden trainer van RBC. Hierna was hij niet meer actief als voetbaltrainer. In maart 1987 werd hij aangesteld als technisch directeur van Heracles. Ruim een jaar later stapte hij op nadat de club noodgedwongen moest reorganiseren.
Hennie Hollink overleed in 2018 op 86-jarige leeftijd.

## Carrièrestatistieken
| Seizoen         | Club            | Land            | Competitie       | Competitie | Competitie | Beker | Beker | Internationaal | Internationaal | Overig | Overig | Totaal | Totaal |
| Seizoen         | Club            | Land            | Competitie       | Wed.       | Dlp.       | Wed.  | Dlp.  | Wed.           | Dlp.           | Wed.   | Dlp.   | Wed.   | Dlp.   |
| --------------- | --------------- | --------------- | ---------------- | ---------- | ---------- | ----- | ----- | -------------- | -------------- | ------ | ------ | ------ | ------ |
| 1955/56         | Helmondia '55   | Nederland       | Eerste klasse C  | –          | 34         | –     | –     | –              | –              | –      | –      | –      | 34     |
| 1956/57         | Helmondia '55   | Nederland       | Eerste divisie A | –          | –          | –     | 4     | –              | –              | –      | –      | –      | –      |
| 1957/58         | Rapid JC        | Nederland       | Eredivisie       | –          | –          | –     | 0     | –              | –              | –      | –      | –      | –      |
| 1958/59         | Rapid JC        | Nederland       | Eredivisie       | –          | –          | –     | 0     | –              | –              | –      | –      | –      | –      |
| 1959/60         | D.F.C.          | Nederland       | Eerste divisie B | –          | –          | –     | –     | –              | –              | –      | –      | –      | –      |
| Carrière totaal | Carrière totaal | Carrière totaal | Carrière totaal  | –          | –          | –     | 4     | 0              | 0              | 0      | 0      | –      | –      |

## Carrière als voetballer
- Avanti Wilskracht
- Helmondia '55 (1955-1957)
- Rapid JC (1957-1959)
- D.F.C. (1959-1960)
- RKSV Bekkerveld

## Carrière als trainer
- RKSV Bekkerveld (1962-1967)
- RFC Roermond (1966-1968)
- FC Eindhoven (1968-1969)
- HVC (1969-1972)
- Roda JC (1972-1974)
- RC Straatsburg (1974-1976)
- SC Heracles (1976-1979)
- FC Twente (1979-1981)
- Tours FC (1981-1983)
- RBC (1984-1984)

## Erelijst
Individueel
| Nationaal               |    |              |
| Topscorer Eerste klasse | 1x | 1955/56 (34) |

 Roda JC
| Nationaal      |    |         |
| Eerste divisie | 1x | 1972/73 |